# 林泉忠
林 泉忠（リム・チュアンティオン、通称：りん・せんちゅう、LIM, John Chuan-tiong）は、台湾政治学者。専門は、国際政治学。

## プロフィール
ユニークな歴史的経験と「祖国復帰」後の国民統合およびアイデンティティ問題の発生などの共通点をもつ沖縄・台湾・香港を包括して「辺境東アジア」という新たな地域概念を提唱した。
2005年10月25日、朝日新聞紙上に「日中韓 ナショナリズムは時代遅れ」を発表、高揚する東アジアのナショナリズムを批判しナショナリズム不要論を提唱した。朝日新聞のほかに、沖縄タイムス、琉球新報、明報（香港）、信 報（香港）、明報月刊（香港）、自由時報（台湾）、中国時報（台湾）、聯合報（台湾）、リンゴ日報（台湾）どにおいて時事論評を発表している。
2005年から2007年までの3年間、琉球大学、台湾・国立政治大学、香港大学の協力を得て、「『辺境東アジア』地域住民のアイデンティティ国際調査――沖縄・台湾・香港・マカオ」を初実施。
2021年9月20日、『明報』紙上にバイデン政権の対中政策の特徴について、「345中国包囲網」という分析概念を提起した。3が「AUKUS」（米国、英国、オーストラリア）、4が「QUAD」（日本、米国、オーストラリア、インド）、5が「ファイブ・アイズ」（米国、英国、オーストラリア、ニュージーランド、カナダ）を指す。
中国語（北京語、広東語、閩南語）・日本語・英語など多言語に堪能。

## 略歴
華僑の家庭に生まれ、幼少時に当時イギリスの植民地であった香港へ移住。1989年来日。
- 1994年 - 桜美林大学国際学部卒業、東京大学大学院法学政治学研究科修士課程入学
- 1994年 - カナダ・ヴィクトリア大学留学（ - 1995年）
- 1996年 - 東京大学法学政治学研究科修士課程修了、同博士課程進学。
- 1997年 - ハーバード大学・フェアバンク東アジア研究センターリサーチ・アソシエート（ - 1999年）
- 2002年 - 東京大学より博士号（法学）取得。
- 2008年 - ハーバード大学フルブライト学者・客員研究員
- 2010年 - 国立台湾大学高等人文社会研究院客員研究員
- 2002年-2012年 - 日本琉球大学法文学部助教授、准教授
- 2014年 - 台湾中央研究院近代史研究所副研究員
- 2017年 - 香港『明報』コラムニスト
- 2019年 - 武漢大学日本研究中心執行主任、教授
- 2023年 - 香港中文大学歴史学科教授
- 2024年 - 東京大学東洋文化研究所特任研究員

## アイデンティティ国際調査
アイデンティティ国際調査では、沖縄・香港・台湾・マカオ4地域を比較し、2005年、2006年、2007年に、地域の人々の本土（日本や中国大陸）への帰属意識の調査を行った。また「各地域が独立すべきか、すべきではないか」の調査も行い、4地域の意識の違いを発表している。林泉忠による3年間の民衆独立意識の調査結果は、香港では22.0 - 25.3%、台湾では55.4 - 64.7%、マカオでは7.9 - 18.6%、沖縄では20.6 - 24.9%が独立すべきとの結果となった。ただしサンプル数は、毎年毎回どの地域も1000を超えるとしている。林によると、「沖縄人意識」が、例えば「大阪人意識」と違うのは、意識の中に日本に帰属するか否かという政治性を帯びていることだという。

## 発言
- 沖縄の安全保障について、沖縄の文化や人々が持つ「柔らかい力」を生かし、様々なレベルでの交流を続けることが地域の安全保障につながるとの考えを披露した。[3]
- 尖閣諸島の情勢をめぐって、中国が目指しているのは「軍事占領ではなく、サラミ戦術による日中共同管理の実現だ」と指摘した。（『明報』2021年1月25日）

## 著書

### 単著
- 『「辺境東アジア」のアイデンティティ・ポリティクス――沖縄・台湾・香港』（明石書店, 2005年）。
- 『誰是中國人？—— 透視台灣人與香港人的身份認同』（台北：時報出版，2017）。
- 『當「崛起」中國遇上「太陽傘」—— 透視兩岸三地新關係』（香港：明報出版社，2019）。

### 共著
- 編著『中日國力消長與東亞區域秩序的重構』（台北：五南出版社，2021年）。
- 編著『多元視野下的釣魚台新論』（台北：五南出版社，2024年）。
- 編著『21世紀視野下的琉球研究』（台北：台灣海峽學術出版社，2017年）。
- 共著『沖縄 平和への道標』（東京：芦書房、2020年）。
- 共著『沖縄から問う東アジア共同体～「軍事のかなめ」から「平和のかなめ」へ』（東京：花伝社、2019年）。
- 共著『大國政治與強制外交』（國立中興大學全球和平與戰略研究中心叢書，台北：鼎茂圖書，2016年）。
- 共著、アジア政経学会監修『現代アジア研究 第2巻：市民社会』（慶應義塾大学出版会、2008年）
- 共著、琉球大学編『やわらかい南の学と思想——琉球大学の知への誘い』（沖縄タイムス出版社、2008年4月）
- 共著、張啓雄編『時代變局與海外華人的族國認同』（中華民國海外華人研究學會, 2005年）

## 論文
- 林泉忠「台湾政治における蒋経国の「『本土化』政策」試論」『アジア研究』第44巻第3号、アジア政経学会、1998年、65-96頁、doi:10.11479/asianstudies.44.3_65、ISSN 0044-9237、CRID 1390282680492939520。
- “Democracy in Taiwan: KMT Transforms Itself” in Harvard China Review, Vol. 2, Spring/Summer 2000, Nov 1, pp.76-77.
- 「『香港人』とは何か――戦後における『香港共同体』の成立から見た新生アイデンティティの性格」『現代中国』74号（2000年）
- 林泉忠「戦後台湾における二つの文化の構築:「新中国文化」から「新台湾文化」への転轍の政治的文脈」（PDF）『日本台湾学会報』第6号、日本台湾学会『日本台湾学会報』編集委員会、2004年5月、46-65頁、ISSN 13449834、CRID 1520853832740026368。
- 「『辺境東アジア』――新たな地域概念の構築」『国際政治』135号（2004年）
- 「『祖國』的弔詭――『現代衝擊』下沖繩身份的『脱中入日』現象」『中國大陸研究』50卷1期（2007年）
- 林泉忠「沖縄住民のアイデンティティ調査（2005年～2007年）」『政策科学・国際関係論集』第11号、琉球大学法文学部、2009年3月、105-147頁、hdl:20.500.12000/10367、ISSN 1343-8506、CRID 1050292726799397504。
- 「哈日、親日、戀日：『邊陲東亞』的『日本情結』」『思想』13(2009)
- 「香港國籍與護照的多重性：兼論港人身份認同的流動性」『台灣國際法季刊』第12卷第四期（2015年）
- 「三起三落的民族主義：琉球獨立運動史之特徵」『台灣東北亞研究季刊』2015年秋季號, 頁1-38, 台灣東北亞研究學會。
- 「『另類唐人街』：『閩人三十六姓』與琉球久米村」『海外華人研究』（Translocal Chinese_East Asian Perspectives）第10.2期（2016年）
- 「開羅會議中的琉球問題: 從『琉球條款』到『中美共管』之政策過程」『亞太研究論壇』第64期（2017年）
- 「『中国台頭症候群』：香港・台湾から見た『チャイニーズ・システム』の課題」、『アジア研究』、第63卷第1期（2017年）
- “External Reconciliation and Inner Reconciliation: The War Memory and View of History on “Japan” in Post-war Taiwan Society” in Japan Review，Vol. 2, No.2, Fall 2018.
- 「21世紀台灣國族認同啓示錄」『二十一世紀』2020年2月號（177期）、香港中文大学、2020年2月。
- 〈台海危機與美國介入的歷史分析〉,《二十一世紀》，香港中文大學，總第198期，2023年8月號.
- 〈論「中日國力逆轉症候群」〉,《二十一世紀》，香港中文大學，總第192期，2022年8月號，頁37-46.